# Primavera Sound

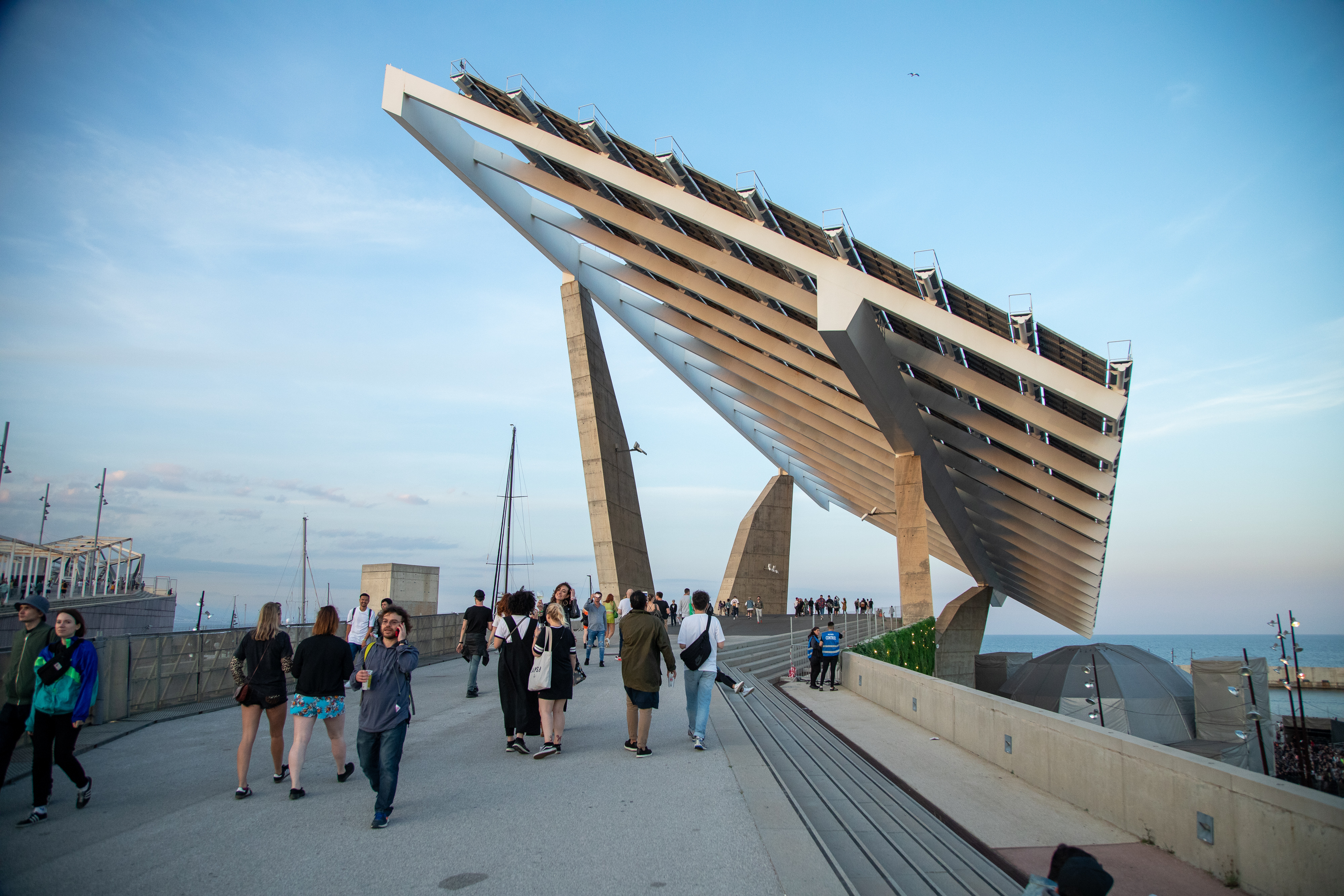
De toegangsweg naar Primavera Sound met rechts zonnepanelen

Het Primavera Sound is een jaarlijks muziekfestival in Barcelona, voor het eerst gehouden in 2001. Het festival richt zich op indierock, noiserock, alternatieve elektronische muziek en andere alternatieve rockmuziek. Het festival wordt gehouden aan de kust naast de haven voor privéjachten in architectonische Parc del Fòrum in Barcelona en in Edificio Fórum, het markante blauwzwarte driehoekige gebouw voor het park.
De organisatie werkt samen met All Tomorrow's Parties, waardoor de programmering veel overlap heeft.
Naast de lente-editie is er tevens een korte editie in december. Sinds 2012 is er ook een zusterfestival in het Portugese Porto. 

## Edities
| Editie | Jaar | Datum | Enkele artiesten |
| ------ | --- | --- | --- |
| 23     | 2025 | 5-7 juni                                                                                                  | Charli XCX · Sabrina Carpenter · Chappell Roan · LCD Soundsystem · FKA twigs · Central Cee · Floating Points · Fontaines D.C. · Idles · Beach House · Caribou · Anohni and the Johnsons · Denzel Curry · Amelie Lens · Clairo · Haim · Parcels · Paul Kalkbrenner · Turnstile · TV on the Radio · Wet Leg · Jamie xx · Brutalismus 3000 · Beabadoobee · Michael Bibi · Aminé · Spiritualized · Kim Deal · Stereolab · Salif Keïta · The Jesus Lizard · Cat Power · Waxahatchee · Black Country, New Road · Kelly Lee Owens · Glass Beams - Alan Sparhawk · DJ Koze · Cassandra Jenkins · MJ Lenderman · Destroyer · Los Campesinos! · Still House Plants · Hinds · Squid · Horsegirl · Chat Pile · Tramhaus · Been Stellar |
| 22     | 2024 | 30 mei-1 juni                                                                                             | Pulp · Vampire Weekend · Justice · Lana Del Rey · The National · Disclosure · SZA · PJ Harvey · Mitski · FKA Twigs · Charli XCX - Peggy Gou - Bikini Kill - Deftones - Beth Gibbons - Troye Sivan - Jai Paul - Róisín Murphy - Omar Apollo - Kim Petras - Clipse - Romy - Rels B - Arca - Amyl and the Sniffers - Yo La Tengo - BADBADNOTGOOD - Barry Can't Swim - Ethel Cain - Mount Kimbie - Blonde Redhead - Lambchop - Shellac - Sofia Kourtesis - Tirzah - Mica Levi (DJ set) - The Last Dinner Party - Lankum - Water from Your Eyes - Jessica Pratt - Duster - Arab Strap - Wolf Eyes - Charlemagne Palestine - Joanna Sternberg - Model/Actriz - Brutus - Mannequin Pussy |
| 21     | 2023 | 1-3 juni                                                                                                  | Blur · Halsey · New Order · Kendrick Lamar · Depeche Mode · Rosalía · Calvin Harris - Darkside - Ghost - Turnstile - Baby Keem - Four Tet - Fred again.. - Skrillex - Caroline Polachek - Måneskin - St. Vincent - Le Tigre - Sparks - Loyle Carner - Pusha T - The Moldy Peaches - Bad Religion - Christine and the Queens - The Mars Volta - Bad Gyal - The War on Drugs - Charlotte de Witte - My Morning Jacket - John Cale - Unwound - Karate - Built to Spill - Arthur Verocai - Black Country, New Road - Nation of Language - Shellac - Alvvays - Swans - Beak> - Overmono - bar italia - Yard act |
| 20     | 2022 | 2-12 juni                                                                                                 | 1ste weekend: Pavement · Tame Impala - Beck · The National · Gorillaz - Jorja Smith - Nick Cave & the Bad Seeds · Tyler, the Creator - 100 Gecs - Autechre - Bad Gyal - Bikini Kill - Beach House - Black Lips - black midi - Caribou - Charli XCX - Caroline Polachek - Cigarettes after Sex - Dinosaur Jr. - DIIV - DJ Shadow - Dreamcatcher - Einstürzende Neubauten - Fontaines D.C. - Girl In Red - Idles - Jawbox - Kacey Musgraves - Kim Gordon - King Gizzard & The Lizard Wizard - King Krule - Low - Mavis Staples - Parquet Courts - Shellac - Sharon Van Etten - Warpaint - Wet Leg - Yo La Tengo 2de weekend : Dua Lipa - Gorillaz - Interpol - Tyler, the Creator - Lorde - Jorja Smith - Megan Thee Stallion - Tame Impala - Phoenix - Yeah Yeah Yeahs - Amyl and the Sniffers - Angèle - Big Thief - Charli XCX - Clairo - Courtney Barnett - Fred again.. - Gilles Peterson - Grimes - Jessie Ware - The Jesus and Mary Chain - Khruangbin - King Gizzard & The Lizard Wizard - Metronomy - Mogwai - Ride - Romy - Run The Jewels - Slowdive - The Smile - Pond - Rolling Blackouts Coastal Fever - The Murder Capital - Dry Cleaning - Arooj Aftab |
| –      | In 2020 en 2021 vond het festival geen doorgang in verband met de ook in Spanje heersende coronapandemie. | In 2020 en 2021 vond het festival geen doorgang in verband met de ook in Spanje heersende coronapandemie. | In 2020 en 2021 vond het festival geen doorgang in verband met de ook in Spanje heersende coronapandemie. |
| 19     | 2019 | 30 mei-1 juni                                                                                             | Erykah Badu - Future - Interpol - Tame Impala - Miley Cyrus - Janelle Monáe - Solange - J Balvin - Rosalía - Big Thief - Courtney Barnett - Carly Rae Jepsen - Christine and the Queens - Robyn - Kali Uchis - Nas - Deerhunter - Big Red Machine - Mac DeMarco - FKA Twigs - Charli XCX - James Blake - Liz Phair - Jarvis Cocker - Róisín Murphy - Primal Scream - Mura Masa - Guided by Voices - Snail Mail - Suede - Stereolab - Richie Hawtin - Ivy Queen - Jawbreaker - MC Flohio - Lil Simz - Apparat - Lisa Gerrard - Shellac - The Messthetics - Neneh Cherry - Beak> - Modeselektor - Sons of Kemet - The Comet Is Coming - Tirzah - Pusha T - Yves Tumor - Melenas |
| 18     | 2018 | 30 mei-3 juni                                                                                             | Björk - Nick Cave and the Bad Seeds - The National - Arctic Monkeys - Lorde - A$AP Rocky - Los Planetas - Chvrches - The War on Drugs - Vince Staples - Tyler, the Creator - Haim - Charlotte Gainsbourg - Father John Misty - Arca - Mogwai - Lykke Li - Beach House - Grizzly Bear - Jane Birkin - Fever Ray - Floating Points - Nils Frahm - Four Tet - The Internet - Mike D - Cigarettes after Sex - The Breeders - Slowdive - The Blaze - Majid Jordan - Jon Hopkins - Alex G - Car Seat Headrest - Oneohtrix Point Never - Panda Bear - Madlib - Sparks - Mount Kimbie - Deerhunter - Waxahatchee |
| 17     | 2017 | 31 mei-3 juni                                                                                             | Bon Iver - Aphex Twin - The xx - Van Morrison - Arcade Fire - Jamie xx - Grace Jones - Slayer - Solange - MMogwai - Mac DeMarco - Run the Jewels - Flying Lotus - Miguel - Grace Jones - Metronomy - Skepta - Death Grips - Broken Social Scene - King Gizzard & The Lizard Wizard - Descendents - The Magnetic Fields - The Make-Up - Grandaddy - Angel Olsen - Teenage Fanclub - Seu Jorge - Front 242 - Sampha - Swans - Tycho - Converge - The Black Angels - Sleaford Mods - King Krule - The Zombies - Bicep - The Afghan Whigs - Shellac - Japandroids - Sleep - Royal Trux - This Is Not This Heat - Kate Tempest - Kevin Morby - The Damned |
| 16     | 2016 | 1-4 juni                                                                                                  | Radiohead - LCD Soundsystem - Sigur Rós - PJ Harvey - Tame Impala - The Last Shadow Puppets - Air - Brian Wilson's Pet Sounds - Beach House - Suede - Beirut - Animal Collective - Pusha T - Action Bronson - Explosions in the Sky - Moderat - John Carpenter - Vince Staples - Drive Like Jehu - Deerhunter - Dinosaur Jr. - Richard Hawley - Kamasi Washington - Neon Indian - Battles - Ty Segall and the Muggers - Julia Holter - Shellac - Tortoise - Boredoms - Robert Forster - Goat - Wild Nothing - The Avalanches - Sophie - Unsane - Psychic TV/PTV3 - Cavern of Anti-Matter - Lubomyr Melnyk - Beak> - DJ Koze - The Chills - White Fence - Steve Gunn - Protomartyr - Loop - A.R. Kane - Current 93 - Sheer Mag - Jenny Hval - Selda feat. Boom Pam - Neil Michael Hagerty & the Howling Hex |
| 15     | 2015 | 28-30 mei                                                                                                 | The Black Keys - Antony and the Johnsons - Alt-J - Patti Smith - The Strokes - Ride - Interpol - Underworld - James Blake - Julian Casablancas & The Voidz - Damien Rice - Sleater-Kinney - Mac DeMarco - Foxygen - Orchestral Manoeuvres in the Dark - The Replacements - alt-J - Tori Amos - Dan Deacon - DIIV - Death from Above 1979 - Fucked Up - The Pastels - Babes in Toyland - The Thurston Moore Band - Tony Allen - Twerps - Ex Hex - White Hills - Viet Cong - Childhood - Tobias Jesso Jr - Rebekah Duo - Giant Sand - Sun Kil Moon - The Church - Joachim Roedelius - Shellac - The Julie Ruin |
| 14     | 2014 | 29-31 mei                                                                                                 | Arcade Fire - Queens of the Stone Age - The National - Pixies - Slowdive - Nine Inch Nails - Kendrick Lamar - Neutral Milk Hotel - Disclosure - Volcano Choir - Caetano Veloso - St. Vincent - Metronomy - Chvrches - Mogwai - Television - Godspeed You! Black Emperor - Loop - Darkside - Dr. John - Haim - John Grant - Slint - Shellac - Linda Perhacs - The War on Drugs - Real Estate - Julian Cope - Pond - Midlake - The Ex - Chrome - Warpaint - Ty Segall - Sun Ra Arkestra - X - Speedy Ortiz - Moderat - Sharon Van Etten - Jamie xx - !!! - Spoon - Foals - The Mark Eitzel Ordeal - Courtney Barnett |
| 13     | 2013 | 23-25 mei                                                                                                 | Phoenix - The Postal Service - Blur - The Jesus and Mary Chain - Nick Cave and the Bad Seeds - My Bloody Valentine - Animal Collective - Grizzly Bear - Tame Impala - The Knife - James Blake - Wu-Tang Clan - Band of Horses - Los Planetas - Dinosaur Jr. - Deerhunter - Death Grips - The Breeders - Swans - Daniel Johnston - Dead Can Dance - Hot Chip - Crystal Castles - Neurosis - Dexys - Manel - Rodriguez - Solange - Simian Mobile Disco - Four Tet - Local Natives - John Talabot - Apparat - Dan Deacon - Shellac - Jessie Ware - Disclosure - Titus Andronicus - DIIV - Killer Mike - Bob Mould - Kurt Vile & The Violators - Mulatu Astatke - Mount Eerie - The Sea and Cake - Meat Puppets - Mac DeMarco - Woods - White Fence |
| 12     | 2012 | 31 mei-2 juni                                                                                             | Franz Ferdinand - Wilco - The Cure - Justice - The Weeknd - Refused - The xx - Death Cab For Cutie - Rufus Wainwright - Beirut - Napalm Death - Grimes - The Pop Group - Danny Brown - Other Lives - John Talabot - The Chameleons - The Afghan Whigs - Mazzy Star - Sharon Van Etten - Jeff Mangum - Nick Garrie - Lee Ranaldo - Spiritualized - Codeine - Washed Out - Milk Music - Japandroids - Godflesh - Thee Oh Sees - Josh T. Pearson - Kings of Convenience - Mudhoney - The Wedding Present - Saint Etienne - Yo La Tengo - Real Estate - Chavez - Beach House - Archers of Loaf - ASAP Rocky - araabMUZIK - Neon Indian |
| 11     | 2011 | 26-28 mei                                                                                                 | The Flaming Lips - Grinderman - Pulp - Belle & Sebastian - Animal Collective - PJ Harvey - Interpol - The National - Fleet Foxes - Sufjan Stevens - Mogwai -John Cale & Band - Mercury Rev - M. Ward - Low - Big Boi - Echo & the Bunnymen - P.I.L. (Public Image Limited) - Suicide - Einstürzende Neubauten - DJ Shadow - The Jon Spencer Blues Explosion - Shellac - Swans - Half Japanese - Dean Wareham plays Galaxie 500 - The Monochrome Set - Comet Gain |
| 10     | 2010 | 27-29 mei                                                                                                 | Pavement - Pixies - Pet Shop Boys - Wilco - Orbital - The Charlatans - The Fall - Sunny Day Real Estate - Superchunk - Grizzly Bear - Panda Bear - The xx - Broken Social Scene - Tortoise - Wire - Built to Spill - Gary Numan - Marc Almond - Health - Van Dyke Parks - Florence and the Machine - The New Pornographers - Polvo - Fuck Buttons - No Age - Atlas Sound - Beach House - The Clean - Sic Alps - Scout Niblett |
| 9      | 2009 | 28-30 mei                                                                                                 | Neil Young - My Bloody Valentine - Sonic Youth - Aphex Twin - Bloc Party - Jarvis Cocker - Yo La Tengo - The Jayhawks - Spiritualized - Michael Nyman - Throwing Muses - Saint Etienne - The Jesus Lizard - Ghostface Killah - The New Year - Phoenix - Shellac - Bat for Lashes - Black Lips - Crystal Stilts - Deerhunter - Gang Gang Dance - The Horrors - The Pains of Being Pure at Heart - Phoenix - Women - The Vaselines - Magik Markers - Wooden Shjips - Vivian Girls - Th'Faith Healers - El-P - Lightning Bolt - Spectrum - The Bats - Girls - Karl Blau - Kimya Dawson |
| 8      | 2008 | 29-31 mei                                                                                                 | Portishead - Public Enemy - Rufus Wainwright - Cat Power - Tindersticks - Dinosaur Jr. - Animal Collective - The Sonics - Sebadoh - De La Soul - Young Marble Giants - Mission of Burma - Throbbing Gristle - Model 500 - Stephen Malkmus - Dr. Octagon - Nick Lowe - Vampire Weekend - MGMT - Devo - Explosions in the Sky - Buffalo Tom - Bon Iver - The Notwist - Caribou - Health - Polvo - Mount Eerie - Dirty Projectors - Shipping News - Why? - A Place to Bury Strangers - Enon - Eric's Trip - Fanfarlo - Apparat - The Mary Onettes - The Go! Team - Bishop Allen - The Rumble Strips - Holy Fuck |
| 7      | 2007 | 31 mei-2 juni                                                                                             | Smashing Pumpkins - The White Stripes - Wilco - Sonic Youth - Patti Smith - Slint - The Fall - The Good, the Bad & the Queen - Maxïmo Park - Los Planetas - Spiritualized - Modest Mouse - Buzzcocks - Jonathan Richman - The Durutti Column - Built to Spill - Billy Bragg - Melvins - Low - Blonde Redhead - Fennesz & Mike Patton - Isis - Justice - Dirty Three - Herman Dune |
| 6      | 2006 | 1-5 juni                                                                                                  | Motörhead - Lou Reed - Yo La Tengo - The Flaming Lips - Dinosaur Jr. - Violent Femmes - Yeah Yeah Yeahs - Stereolab - Big Star - Animal Collective - Babyshambles - Deerhoof - Drive-by Truckers - Killing Joke - Richard Hawley - Sleater-Kinney - The Drones - Shellac |
| 5      | 2005 | 26-28 mei                                                                                                 | New Order - Iggy & The Stooges - Sonic Youth - Steve Earle & The Dukes - Gang of Four - The Human League - Broken Social Scene - Josh Rouse - Mercury Rev - Arcade Fire - Tortoise - Antony and the Johnsons - Vic Chesnutt |
| 4      | 2004 | 27-29 mei                                                                                                 | Pixies - PJ Harvey - Primal Scream - Wilco - The Divine Comedy - Franz Ferdinand - Mudhoney - Benjamin Biolay - Dizzee Rascal - Lloyd Cole - (Smog) - The Hidden Cameras - Liars - Elbow |
| 3      | 2003 | 23-24 mei                                                                                                 | Belle & Sebastian - Sonic Youth - Television - Mogwai - The White Stripes - Yo La Tengo - Teenage Fanclub - The Go-Betweens - Arab Strap |
| 2      | 2002 | 17-18 mei                                                                                                 | Pulp - Spiritualized - Tindersticks - Echo & the Bunnymen - J Mascis - Violent Femmes - Aphex Twin - Luke Slater - Cat Power - Camera Obscura - The Moldy Peaches - Le Tigre |
| 1      | 2001 | 28 april                                                                                                  | Armand van Helden - Unkle - Carl Craig - Los Planetas - Yasuharu Konishi |